# Mecometopus flavius
Mecometopus flavius là một loài bọ cánh cứng trong họ Cerambycidae.